# Valdemar Costa Neto
Valdemar Costa Neto GOMM (São Paulo, 11 de agosto de 1949) é um administrador de empresas e político brasileiro. Atualmente é presidente nacional do Partido Liberal. Foi deputado federal por São Paulo durante seis mandatos, quando renunciou após ser condenado pelo mensalão.
Filho de Waldemar Costa Filho, começou sua carreira política trabalhando para o pai, até se eleger deputado em 1991. Alcançou a liderança do PL ainda em seu primeiro mandato. Foi da base aliada do governo Itamar e fez oposição ao governo FHC.
Na base governista na gestão de Lula, foi acusado de participação no mensalão, pelo qual foi julgado  em 2013 a sete anos e dez meses de prisão por corrupção passiva e lavagem de dinheiro.
Valdemar permaneceu como presidente do PL, aproximando-se do movimento "bolsonarista" e do presidente Jair Bolsonaro, o qual abrigou durante as eleições de 2022. Com a derrota do PL nas eleições, o partido que integra entrou com ação questionado as urnas eletrônicas. Em 2024, foi novamente preso após uma busca da Polícia Federal encontrar uma arma de herança familiar sem registro em sua residência..

## Biografia
Filho de Emília Caran Costa, Valdemar Costa Neto trilhou a carreira política seguindo os passos de seu pai, Waldemar Costa Filho, que foi quatro vezes eleito prefeito de Mogi das Cruzes. Desempenhou funções importantes, como chefe de gabinete e Secretário de Obras durante a gestão de Costa Filho, sendo apelidado de "boy" em Brasília devido às suas conexões familiares.
Ao longo de sua trajetória, foi eleito e reeleito deputado federal por seis mandatos consecutivos, nos períodos de 1991-1995, 1995-1999, 1999-2003, 2003-2005, 2007-2011 e 2011-2015. Renunciou ao mandato na Legislatura 2003-2007 em 1º de agosto de 2005, e novamente na Legislatura 2011-2015 em 5 de dezembro de 2013.
Valdemar Costa Neto é casado com Dana Vidal Costa, com quem tem a filha Catarina Vidal Costa. Também é pai de Waldemar Augusto, Carlos Eduardo e Paulo Marcelo.

### Líder do extinto Partido Liberal
Escolhido líder da bancada do extinto Partido Liberal ainda no seu primeiro mandato eletivo, Costa Neto foi onze vezes reeleito para o cargo.
Certa vez durante a eleição de 1990, Paulo Maluf percorreu vários municípios de São Paulo apresentando candidatos, entre eles Valdemar. Durante os comícios, chamava-os para a frente do palanque. Numa última parada, às 22h da noite, os deputados já exaustos decidiram ir num bar famoso por seu chope; quando Maluf os chamou, não estavam lá.

### Base aliada ao Governo Itamar
Valdemar Costa foi liderança política da administração do presidente Itamar Franco no Congresso Nacional.
A atuação política de Valdemar Costa Neto na Câmara dos Deputados, por outro lado, logo foi reconhecida em sua vocação fiscalizadora. Foi titular da comissão parlamentar de inquérito (CPI) que investigou a privatização da VASP (companhia aérea pertencente ao governo de São Paulo), no curso de seu primeiro mandato.

#### Escândalo de Itamar no carnaval
No carnaval de 1994, Valdemar foi um "pivô involuntário" do escândalo de Itamar com uma modelo (o presidente foi fotografado junto a modelo Lílian Ramos, que estava sem calcinha). Foi o deputado que levou Lílian ao camarote presidencial. Com a repercussão, Valdemar desmentiu insinuações da imprensa que a modelo seria garota de programa e disse que ela apenas queria conhecer o presidente: "Jamais passou pela cabeça dela que ia dar nisso aí". Depois de passada a polêmica, Lílian ainda consideraria se candidatar a deputada federal pelo PL, partido "com o qual mais se identifica". Valdemar aceitou apadrinhá-la, dizendo à Folha que esperava 200 mil votos. Em fevereiro de 1995, perguntado por Lilian se iria novamente ao carnaval no Rio, respondeu prontamente que "nunca mais".
Ainda tratando do caso, uma matéria de Josias de Souza, da Folha de S.Paulo, descreveu Valdemar como "amigo dos bicheiros cariocas". Em resposta, o deputado declarou não conhecer qualquer bicheiro, "carioca ou de qualquer outro Estado". Disse ainda que: "O equívoco de sua matéria talvez se deva ao fato de a escola campeã do Carnaval carioca [a Imperatriz Leopoldinense] ter como dirigente o pai de um vereador do PL carioca. Segundo a imprensa, este senhor seria banqueiro de bicho. Se o é ou não, não sei, e ainda não tive a oportunidade de conhecê-lo".
Em agosto de 1994, Costa Neto denunciou ao presidente o secretário Nacional de Vigilância Sanitária. João Geraldo Martinelli. Segundo ele, Marinelli "manipulava a lei" para favorecer moinhos de trigo, numa reação à secretaria municipal de Abastecimento de São Paulo, na época liderada por seu pai, Waldemar Costa. Logo após o secretário exigir que os moinhos adequassem seus produtos aos padrões de consumo, a vigilância sanitária baixou uma portaria alterando o grau aceitável de impurezas na farinha de trigo.

### Oposição ao governo FHC
O PL apoiou o candidato vencedor na eleição de 1994, Fernando Henrique Cardoso (FHC) do Partido da Social Democracia Brasileira (PSDB). Ainda antes do inicio de seu governo, o PL esclareceu que não haveria, no entanto, uma adesão automática à base alinhada. FHC esteve no escritório de Valdemar, e disse esperar o apoio do partido na aprovação das emendas constitucionais que o governo iria propor. Mesmo não tendo recebido ministérios, os partidos negociavam ainda cargos no segundo e terceiro escalão. "Esperamos que o Fernando Henrique dê o que o PL merece. Ainda tem muito espaço. Já temos postos de segundo e terceiro escalões no governo Itamar. Pretendemos mantê-los", disse Valdemar à Folha três dias antes da posse. Em entrevista, o deputado disse que o partido precisava desses cargos para poder crescer: "Temos que ter espaço para poder atender aos nossos prefeitos e deputados estaduais. Se não temos nada, vamos oferecer o quê?"
Em 19 de janeiro, mesmo ainda sem receber os cargos, Valdemar se dizia tranquilo: "Temos que ter paciência até fevereiro".

#### Reformas constitucionais e fisiologismo
O ministro da Administração, Luiz Carlos Bresser Pereira, planejava contratar David Osborne, um assessor do presidente dos Estados Unidos Bill Clinton, como consultor para a reforma do Estado. Quase todos os partidos foram contrários a indicação; Valdemar disse em 16 de março que o consultor "vai desaprender o que aprendeu aqui" e que cabia ao Brasil encontrar as soluções para seus problemas.
Em 28 de março, a Folha noticiava a intenção do PSDB, PFL e PMDB em concentrar o poder em um núcleo da base governista, excluindo partidos menores como o PTB, o PP e o PL. Em entrevista, Valdemar comentou que era "a política das velhas raposas do Congresso": "Eles querem encurralar, encostar o presidente à parede. Com maioria apertada, o presidente ficaria dependente deles."
Em abril, uma matéria da Folha sobre o fisiologismo no governo FHC ressaltou a "fórmula original" que Costa Neto usava para pedir cargos: ele escrevia o nome do indicado e o cargo pretendido num papel timbrado da liderança. Valdemar disse que: "Precisamos de espaço para atender o nosso pessoal. Quem fala que não quer cargo é um fingido. Não tem recurso para todos. Quem pode mais, chora menos".
Na votação de uma emenda constitucional que liberava a exploração do gás canalizado, Valdemar Costa Neto e o deputado Roberto Campos (PPR-RJ) fizeram campanha contra o texto do relator, Jorge Tadeu Mudalen (PMDB-SP). Em 11 de maio, na véspera do segundo turno de votação, Campos e Costa Neto conseguiram reunir 52 assinaturas para pedir a votação de um destaque supressivo, de modo a restaurar o texto original do governo. Quando no dia seguinte a Folha fez uma reportagem noticiando como o texto beneficiaria duas empresas específicas (a empreiteira OAS e a BR Distribuidora), a oposição pediu para adiar a votação, já que a emenda estava sob suspeição, o que os partidos governistas concordaram.
Outra reforma de FHC, a das telecomunicações, foi igualmente vítima dos lobbies organizados. Certa vez, o deputado Maluly Netto (PFL-SP) convidou vários deputados a uma "quibada", em referência ao quitute árabe; ao chegar, os deputados descobriam que o evento era patrocinado pelo Unibanco e pela Odebrecht, sócias num investimento no ramo. No meio da festa, técnicos começaram a palestrar aos parlamentares sobre os benefícios do fim do monopólio. Alguns deputados, incomodados, levantaram-se e foram embora; Valdemar, um deles, teria dito a Maluly: "Fala para estes caras pararem, ou o pessoal aqui vai acabar mudando de posição e votar contra a emenda". Quando a emenda das telecomunicações foi aprovada no primeiro turno, em 7 de junho, os partidos da base aliada aproveitaram para pedir mais cargos; segundo a Folha, Valdemar revindicava para o PL uma diretoria na Telesp. Ele havia votado a favor da emenda.
Logo depois, no dia 9 de junho, a imprensa noticiou que PP, PTB e o PL haviam ameaçado esvaziar o plenário durante a votação se a distribuição de cargos não começasse. Ao ser informado, o presidente FHC disse que tal  ação seria "impatriotismo", ao que Valdemar esclareceu que não planejavam votar contra, mas só negar o quórum para aprovação. No mesmo dia, o líder do PSDB na Câmara, José Aníbal (SP), disse que o governo iria distribuir os cargos, começando justamente pelas empresas de telecomunicação.

#### Expulsão de Romeu Tuma
No final de maio, rumores que o senador Romeu Tuma planejava concorrer à prefeitura de São Paulo pelo PFL fizeram o PL ameaçar expulsá-lo, se não os negasse. Segundo Valdemar, o "assédio" do PFL era uma articulação de Guilherme Afif Domingos, candidato presidencial pefelista em 1989. Como líder liberal, Valdemar cobrou um posicionamento de Tuma e garantiu também que ele teria todo o apoio se quisesse se candidatar, pelo PL: "Não temos nada contra ele. Só o que queremos é acabar com o desgaste a que o partido está sendo submetido"; em resposta, Tuma disse que a atitude de Valdemar era "ditatorial". Em 26 de maio, Valdemar entrou com o pedido formal de expulsão, mas Tuma declarou que saía antes de ser expulso. À Folha, Tuma disse que já estava desprestigiado no partido, que não era convidado a eventos, que Valdemar sentia ciúmes pelos convites das outras legendas; já Costa Neto respondeu que: "A presença do senador muito nos honraria, mas ele não responde aos convites e prefere participar de jantares com integrantes de outros partidos". O senador Tuma e o filho, deputado Robson Tuma, saíram do PL em junho; na sua carta de despedida a Álvaro Valle, o presidente do PL, Tuma denunciou "certas lideranças estaduais [que] resolveram assumir a propriedade" do partido.
Em 10 de junho, a Folha noticiou que era o próprio assédio do PFL sobre os parlamentares do PL que dificultava a distribuição dos cargos federais: o governo contava que a bancada liberal sairia reduzida, logo não seria produtivo entregar agora cargos importantes. Valdemar pediu apoio a FHC contra a diminuição da sua bancada; além da diretoria da Telesp, pediu também uma coordenadoria da Caixa Econômica Federal e diretorias da Vale do Rio Doce.
Em um debate sobre cenas de sexo na televisão e a restrição de conteúdo por classificação indicativa, Valdemar defendeu a criação de um conselho de censura prévia, que seria formado pela sociedade civil para analisar os programas antes de sua exibição.
Valdemar denunciou em 30 de junho de 1995 a desorganização e corrupção no Aeroporto Internacional de Cumbica, em Guarulhos, após um caso trágico que aconteceu com ele. Um cunhado seu havia falecido no aeroporto de Miami, em 1993. Quando o corpo foi liberado pelas autoridades americanas e transportado para o Brasil, Valdemar e o inspetor da Alfândega, Almir Teixeira Xavier, que ele mesmo havia indicado para o cargo, demoraram quatro horas para encontrá-lo nos depósitos. Almir foi exonerado do cargo dez dias depois. A Folha depois revelaria que o cargo na alfândega era procurado por Valdemar desde Collor; segundo o deputado o cargo era útil porque "você pode quebrar um monte de galho. O pessoal chega do exterior e pede para liberar a bagagem. Você ajuda a encontrar uma carga."
Valdemar Costa Neto e seu partido foram para a oposição no final do primeiro ano do governo FHC. A partir do rompimento com o governo tucano, Valdemar Costa Neto iniciou uma rotina de denúncias que tinham como foco irregularidades no Ministério das Comunicações, Banco Nacional de Desenvolvimento Econômico e Social (BNDES) e o Serviço Brasileiro de Apoio às Micro e Pequenas Empresas (SEBRAE).
O conteúdo das denúncias de Valdemar Costa Neto questionava procedimentos administrativos que favoreciam banqueiros, empresas aéreas e procedimentos relacionados aos leilões de privatização que venderam empresas públicas brasileiras.
Durante o período em que Costa Neto esteve na oposição, vários discursos e projetos de sua autoria ganharam repercussão nacional. Entre as iniciativas legislativas de grande repercussão destacou-se o DVS (Destaque de Voto em Separado) que evitou favorecimentos corporativos no curso da discussão e votação da emenda constitucional que extinguiu o monopólio estatal da distribuição do gás canalizado.
Valdemar questionou no Supremo Tribunal Federal (STF) a permissividade da propaganda de bebidas dirigidas aos jovens, além de outra ação na qual que se opunha à recorrente cobrança de juros compostos no sistema bancário nacional.
Em 4 de outubro a Folha de S.Paulo publicou artigo descrevendo o PL como dissidência do PFL. Em carta do leitor alguns dias depois, Valdemar criticou o jornalista responsável e esclareceu que: "o PL, para a informação do redator, é uma legenda inegociável, como inegociável foi a opção do nosso partido pela oposição ao governo Fernando Henrique desde 1995."
Depois de largo período respondendo pela liderança de seu partido, o parlamentar de São Paulo foi conduzido ao cargo de presidente nacional da legenda, numa vacância ocasionada pelo falecimento do deputado Alvaro Valle no ano 2000.
Em novembro de 2001, comentando uma fala do presidente sobre o Brasil aceitar refugiados afegãos, Costa Neto disse que: "Resta saber se FHC vai acomodar os refugiados do Afeganistão nas favelas das grandes cidades ou com os miseráveis do sertão nordestino."

### Governo Lula

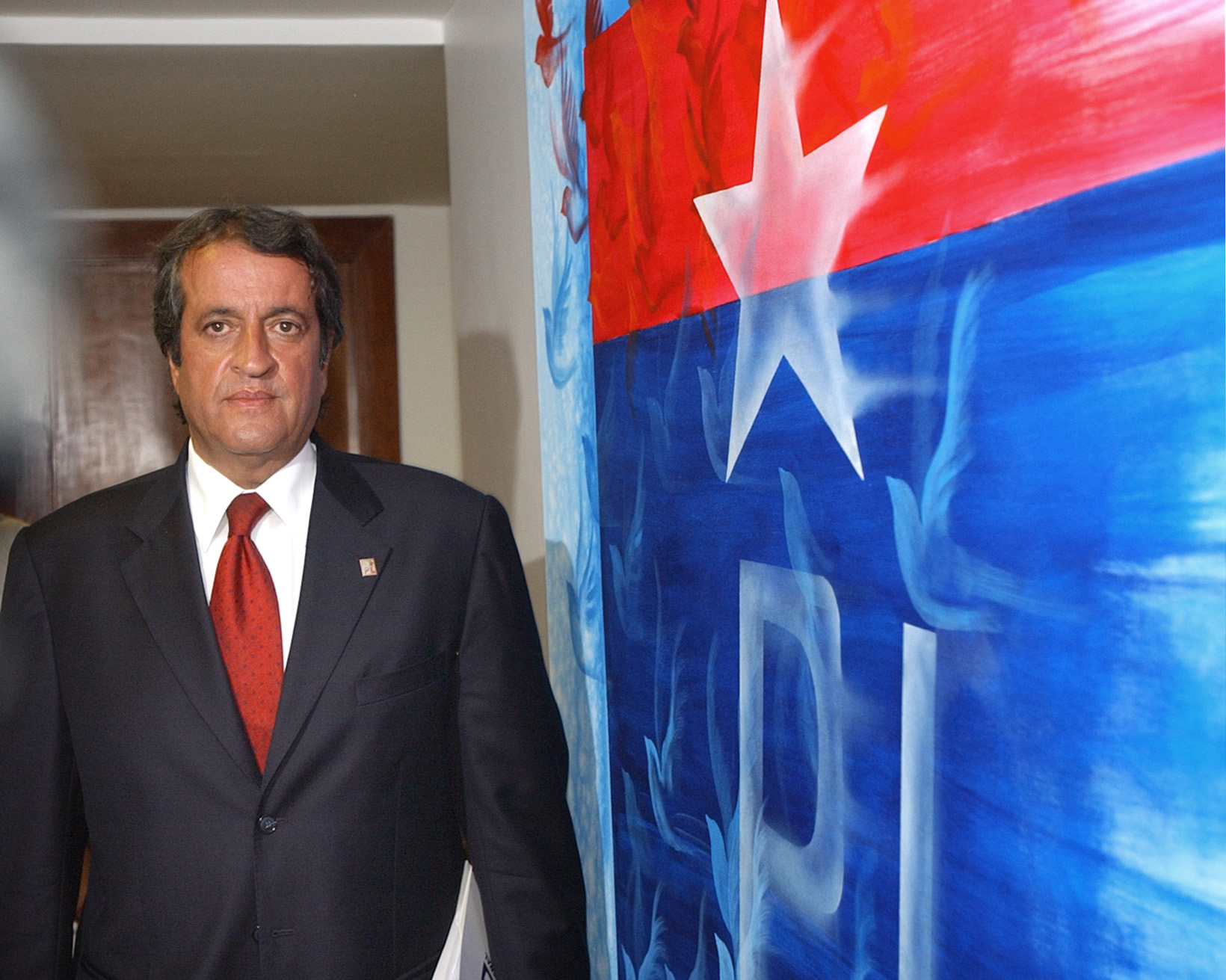
Valdemar na sede do Partido Liberal, em junho de 2005

Valdemar Costa Neto foi um dos articuladores da aliança com o Partido dos Trabalhadores (PT), na coligação que venceu as eleições presidenciais de 2002. Dentro do PL, Costa Neto opunha-se aos aos favoráveis de aliança com a governadora Roseana Sarney, além dos partidários de Anthony Garotinho, liderados pelo deputado Bispo Rodrigues. Em entrevista de dezembro de 2001, Costa Neto relatou dificuldade em convencer os 246 prefeitos do PL contrários à aliança: "A militância do PT, que é contra a aliança com o PL, faz oposição às administrações de nossos prefeitos. Daí, as dificuldades para convencê-los".
Em março de 2003, Valdemar criticou a reação do PT à invasões do Movimento dos Sem-Terra (MST), preocupado com a repercussão eleitoral: "Sabemos que o PT não tem envolvimento, mas a opinião pública acha que tem e isso pode atrapalhar muito o Lula". Na entrevista, Costa Neto explicou ainda que o PL não possuía afinidades, e que ainda assim a aliança ainda seria possível: "Temos dois pontos em comum, que são poucos, mas estratégicos: a crítica à política econômica do governo e a proteção da indústria nacional".
Em abril, Valdemar declarou que "Vamos esticar a corda e ver até onde ela aguenta. Nosso objetivo é viabilizar a aliança com Lula". Em junho, disse que havia "80% de chance de Alencar ser o vice de Lula".
Principal artífice da costura política que criou a chapa formada por Lula e José Alencar, o então deputado Valdemar Costa Neto foi presidente e secretário-Geral do PR (partido que nasceu da fusão do Partido Liberal com o PRONA).[carece de fontes?]
Admitido à Ordem do Mérito Militar em março de 1995 no grau de Comendador especial pelo presidente Fernando Henrique Cardoso, Costa Neto foi promovido em 2003 por Lula ao grau de Grande-Oficial.
Em 4 de janeiro de 2003, um avião particular que transportava Valdemar caiu no barranco da cabeceira do aeroporto de Congonhas, quando o piloto perdeu controle da aeronave por causa do asfalto molhado. Valdemar e sua então namorada Maria Cristina Mendes Caldeira saíram ilesos, pegando um táxi na rua em que caíram para irem para casa.
Em julho, o Ministério Público Federal denunciou Costa Neto por injúria e difamação, pelos comentários do deputado contra um procurador de Justiça de Mogi das Cruzes que abriu ação civil pública ambiental contra a mineradora VCN, que Costa Neto era sócio-diretor.
Em 2 de outubro de 2003, Valdemar enviou um recado para os vereadores de São Paulo: "Quem quiser apoiar a Marta deve deixar o partido." Na eleição para prefeito de São Paulo de 2004, ameaçou lançar candidatura própria caso o governo Lula não liberasse mais verbas para o ministério dos Transportes, que o PL controlava. O PL acabou fechando apoio à Marta Suplicy na sua tentativa de reeleição.
Costa Neto ainda manobrou para impedir uma aliança do PL com o PT nas eleições de Ribeirão Preto, reduto político do ministro da Fazenda Antonio Palocci. O secretário de governo petista de Ribeirão comentou que, se era verdade uma inimizade entre Costa Neto e o ministro, que "ele [Costa Neto] deveria separar na economia dos interesses locais. Política não se faz com mágoa." Depois das eleições, Costa Neto ressaltou a aliança com o PT nas "nas cidades importantes", que eram "mais politizadas".
Na segunda feira, 15 de março, Costa Neto reafirmou as acusações: "O presidente Lula não consultou o PL para pôr o ministro da Fazenda, nem para pôr o Meirelles. É um absurdo pôr um banqueiro lá no BC [Banco Central]. Tenho todo o direito de reclamar".
Para o presidente nacional do PFL, Jorge Bornhausen, as declarações mostravam o péssimo estado da base aliada, cujo gerenciamento era fraco.  Beto Albuquerque, vice-líder do governo na Câmara, insinuou que os ataques tinham algum motivo pessoal. O próprio presidente do PT, José Genoino, telefonou a Costa Neto cobrando as críticas, inadequadas em local e forma: "Não é normal, nem deve ser regra em discussão de qualquer tema, pedir a cabeça de ministro", declarou. Do governo, Ciro Gomes, ministro da Integração Nacional, defendeu o colega ao dizer que Costa Neto "estava bêbado, embriagado, para dizer uma besteira daquelas". O ministro da Coordenação Política e Assuntos Internacionais, Aldo Rebelo, enfatizou que a política econômica era decidida pelo presidente Lula, que confiava em Palocci; disse também que entendia a declaração como uma questão pessoal de Costa Neto e que esperava uma manifestação oficial do partido. No dia seguinte, Sandro Mabel, líder do PL na Câmara, divulgou nota assinada pela executiva do partido, incluindo Costa Neto, manifestando apoio incondicional ao governo Lula, apesar da preocupação com a elevada taxas de juros.
Valdemar Costa Neto casou-se com a socialite Maria Christina Mendes Caldeira em junho de 2003, em Las Vegas. Depois de sua separação com Maria Christina no ano seguinte, o PL tentou desalojá-la da casa onde moravam juntos, que era também sede social do partido.

### Mensalão
Em 6 de junho 2005, o deputado Roberto Jefferson, presidente do PTB, denunciou em entrevista à Folha de S.Paulo a existência de um esquema de compra de votos de deputados da base aliada, incluindo o PL. Segundo Jefferson, Valdemar e o colega deputado Bispo Rodrigues (PL-RJ) teriam pressionado José Múcio, líder do PTB na Câmara, a aceitar a "mesada" de 30 mil reais. Na quinta-feira, dia 9, Valdemar apresentou queixa-crime contra Jefferson pelos três crimes contra a honra do direito brasileiro: calúnia, injúria e difamação.
O escândalo que ficaria conhecido como "mensalão" levou a Valdemar Costa Neto renunciar ao mandato de deputado federal, em agosto. Sua decisão de renúncia se impôs quando assumiu sozinho a responsabilidade sobre o acordo financeiro que viabilizou a formalização da aliança entre o PT e o PL, para as eleições de 2002, que elegeu Lula e José Alencar. Voltou a se reeleger posteriormente em 2007.
Valdemar processou a revista Veja por uma reportagem intitulada "O Mensalão do PR". O juiz da 5ª Vara Cível de Brasília negou o pedido de danos morais, entendo que a revista não excedeu o "legítimo dever de informação".
No julgamento do mensalão em 2012, o procurador-geral da República Roberto Gurgel acusou Valdemar de receber 8,8 milhões de reais para votar a favor das propostas do governo. A defesa de Valdemar apontou que o dinheiro provinha exclusivamente do acordo eleitoral da coligação entre PL e PT, não havendo portanto compra de votos e, assim, corrupção passiva.
Em 26 de novembro, foi condenado por corrupção passiva e lavagem de dinheiro a 7 anos e 10 meses de prisão, além de uma multa de 1,08 milhão de reais. Em 5 dezembro de 2013, renunciou novamente ao mandato de deputado federal. Em sua carta de renúncia, Valdemar diz que renunciou para não impor ao Parlamento “mais um constrangimento institucional”. No mesmo dia, entregou-se à justiça diretamente na Penitenciária da Papuda.

### Prisão e indulto
Valdemar continuou como líder do partido, mesmo após preso no processo do mensalão.
Em 10 de novembro de 2014, o ministro do STF, Luís Roberto Barroso, autorizou que Costa cumprisse o restante da pena do mensalão em prisão domiciliar. Na véspera do natal de 2015, a presidência da República publicou decreto de indulto. Em maio de 2016, Barroso concordou com um parecer de Rodrigo Janot, procurador-geral da República, pelo qual Costa Neto preenchia os requisitos do decreto presidencial, concedendo-lhe então perdão da pena restante.
Em 2013 foi investigado na Operação Porto Seguro, deflagrada no ano anterior, e que revelou um suposto esquema de fraudes em pareceres técnicos e em agências reguladoras e órgãos federais. A partir dos áudios das interceptações telefônicas, o procurador Roberto Gurgel sustenta que o parlamentar, valendo-se de sua influência política, prestava e solicitava favores a Paulo Vieira, além de haver indícios de patrocínio de interesses privados perante a administração pública.
Em 2015 foi citado por Ricardo Pessoa, dono da UTC Engenharia e investigado na Operação Lava Jato. Segundo Pessoa, Valdemar recebeu 200 mil reais "por fora" e 300 reais mil em doações oficiais, para manter as portas abertas com o PR, que dominava o Ministério dos Transportes. Questionado pelo G1, Valdemar não quis se manifestar.
Um meio-irmão e desafeto de Valdemar, o advogado Frederico Augusto dos Santos Costa, em entrevista ao Estado de Minas disse que Valdemar recuperou o prestigio na região de Mogi das Cruzes por meio de sua influência no Ministério dos Transportes.
Em agosto de 2022, Valdemar foi condenado pelo Tribunal de Justiça de São Paulo em 100 mil reais de multa por dano ambiental provocado pela sua empresa de mineração na cidade de Biritiba Mirim; ele havia vendido a empresa quando foi processado no mensalão, mas o desembargador considerou que a alienação não lhe excluía a responsabilidade, inclusive a de recuperar o meio-ambiente degradado.
Nas eleições municipais de 2020, a derrota do então prefeito Marcus Melo do PSDB em Mogi das Cruzes foi considerada uma derrota para o próprio Valdemar. O município paulista era governado desde 1997 por políticos ligados a ele.

### Governos Bolsonaro e Lula III
Depois da derrota de Bolsonaro na eleição, em outubro, o presidente se isolou e Valdemar foi uma das poucas pessoas que teve acesso a ele. Em entrevista ao O Globo no final de janeiro de 2023, Valdemar disse: "Quando fui lá na segunda-feira [após a eleição], ele estava um pó. Quando eu o vi após uma semana, eu achei que ele ia morrer. O cara estava desintegrando. Passaram três ou quatro semanas, e vi que ele melhorou. Perguntei o que era, e ele disse que estava comendo, porque ele ficava quatro ou cinco dias sem comer nada. O mundo dele virou de ponta-cabeça".
No final de novembro, Valdemar declarou publicamente a bolsonaristas que haviam se reunido em frente a um jantar do partido que Bolsonaro não os abandonaria: "Vocês podem ter certeza que o Bolsonaro vai dar uma resposta a vocês. Bolsonaro é homem. Pode ter certeza que ele não vai deixar vocês na mão". Segundo Rodolfo Costa, da Gazeta do Povo, o gesto era uma tentativa de Valdemar manter mobilizada a base bolsonarista após o silêncio do ex-presidente; um parlamentar do entorno de Bolsonaro comentou que: "Uma das pontas que a gente julgava que seria mais frágil após as eleições, entre as Forças Armadas, o meio político, o presidente e o povo, seria o Valdemar. Havia essa preocupação. Mas ele respondeu positivamente".
Em 22 de novembro, o PL entrou com uma representação junto ao Tribunal Superior Eleitoral (TSE) pedindo a desconsideração de votos "inconsistentes" das urna eletrônicas. O presidente do TSE, ministro Alexandre de Moraes, entendeu que o pedido era "esdrúxulo, ilícito e ostensivamente atentatório ao Estado democrático de Direito", condenando o partido por litigância de má-fé ao pagamento de multa no valor de 22 milhões de reais.
Com o começo do terceiro governo Lula em janeiro, Valdemar declarou-se arrependido da ação. A multa só seria quitada em março. Ainda em dezembro, Valdemar pediu ao ministro que liberasse as contas do partido para pelo menos pagar o décimo-terceiro dos funcionários, o que Moraes aceitou; a folha salarial para janeiro continuou atrasada, no entanto.
Na casa do ex-ministro da Justiça Anderson Torres, quando esse foi preso, encontrava-se uma minuta golpista, que permitiria a instauração de um estado de defesa no TSE. Em entrevista ao Globo, Valdemar explicou que: “Aquela proposta que tinha na casa do ministro da Justiça, isso tinha na casa de todo mundo. Muita gente chegou para mim agora e falou: ‘Pô, você sabe que eu tinha um papel parecido com aquele lá em casa. Imagina se pegam’”.
Pedido a comentar sobre o caso das joias de Bolsonaro, Costa Neto reconheceu que houve um erro mas minimizou o evento: "ele devolveu, não é um assalto. Vai passar. As coisas acontecem, a gente erra demais".
Em entrevista ao jornal regional O Diário, de Mogi das Cruzes, Valdemar fez uma comparação retórica de Lula com Bolsonaro, dizendo que Lula tinha carisma e prestígio. As afirmações de dezembro acabaram repercutindo nas redes sociais em janeiro de 2024; Costa Neto reclamou que o trecho removia os elogios seus a Bolsonaro. Logo após, Bolsonaro foi gravado numa conversa com apoiadores, e, sem citar nomes, disse ter tido "problemas sérios" com uma pessoa, a qual, continuando assim, iria "implodir o partido". Valdemar pediu desculpas a Bolsonaro, esclarecendo que os elogios haviam sido tirados de contexto.
A Polícia Federal deflagrou no dia 8 de fevereiro de 2024 a Operação Tempus Veritatis para apurar organização criminosa que atuou na tentativa de golpe de Estado e abolição do Estado Democrático de Direito, para obter vantagem de natureza política com a manutenção do então presidente da República no poder. Valdemar foi um dos 33 alvos de busca e apreensão. Na ocasião, ele foi preso em flagrante quando os agentes encontraram uma arma de fogo sem registro em sua casa. Na investigação, também foi localizada uma pepita de ouro que, segundo laudo, teria origem em garimpo ilegal. Dois dias depois, Alexandre de Moraes concedeu liberdade preventiva para Valdemar.
No dia 19 de fevereiro de 2024, a Polícia Federal intimou Costa Neto e mais nove investigados para depor em dia 22 de fevereiro de 2024 na investigação sobre a tentativa de golpe de Estado em 2022, entre eles o ex-presidente Jair Bolsonaro; Anderson Torres, ex-ministro da Justiça; Augusto Heleno, ex-ministro do Gabinete de Segurança Institucional; Paulo Sérgio Nogueira, ex-ministro da Defesa; Mário Fernandes, ex-chefe-substituto da Secretaria-Geral da Presidência da República, Almir Garnier Santos, ex-comandante da Marinha; Tércio Arnaud, ex-assessor de Bolsonaro; e Marcelo Câmara, coronel do Exército e ex-assessor de Bolsonaro.
No dia 19 de agosto de 2024, o ministro do Supremo Tribunal Federal (STF), Gilmar Mendes, determinou o arquivamento de um inquérito contra o presidente do Partido Liberal (PL), Valdemar Costa Neto, e o deputado federal Milton Monti (PL-SP), no contexto da Operação Lava Jato.
Em 21 de novembro de 2024, foi indiciado junto de Jair Bolsonaro e ex-integrantes de seu governo por abolição violenta do estado democrático de direito, golpe de estado e organização criminosa.

## Vida pessoal
É filho de Waldemar Costa Filho e de Emília Caran Costa. Atualmente é casado com Dana Vidal Costa, com quem tem uma filha, Catarina Vidal Costa. 
Casou-se com Nara Aparecida Costa em 1979, com quem teve três filhos, Waldemar Augusto, Carlos Eduardo e Paulo Marcelo. Divorciou-se em 1993. Depois, casou-se com Maria Christina Mendes Caldeira em 2003, divorciando-se no ano seguinte.
Valdemar tem um meio-irmão, o advogado Frederico Augusto dos Santos Costa, filho de Waldemar Filho. Quando o escândalo do mensalão estourou, Frederico Costa disse à Época que o envolvimento de Valdemar no esquema poderia explicar o altíssimo patrimônio do irmão (na eleição de 2002, Valdemar declarou 1,7 milhão de reais à Justiça Eleitoral).

## Desempenho eleitoral
| Ano  | Eleição                | Partido | Candidato a      | Votos   | %     | Resultado | Ref     |
| ---- | ---------------------- | ------- | ---------------- | ------- | ----- | --------- | ------- |
| 1990 | Estaduais em São Paulo | PL      | Deputado federal | 70.886  | 0,41% | Eleito    |         |
| 1994 | Estaduais em São Paulo | PL      | Deputado federal | 68.492  | 0,37% | Eleito    |         |
| 1998 | Estaduais em São Paulo | PL      | Deputado federal | 108.827 | 0,70% | Eleito    |         |
| 2002 | Estaduais em São Paulo | PL      | Deputado federal | 158.510 | 0,80% | Eleito    | [ 110 ] |
| 2006 | Estaduais em São Paulo | PL      | Deputado federal | 104.157 | 0,50% | Eleito    | [ 111 ] |
| 2010 | Estaduais em São Paulo | PR      | Deputado federal | 174.809 | 0,94% | Eleito    | [ 112 ] |